# Zach Tyler Eisen
Zach Tyler Eisen (Stamford, 23 september 1993) is een Amerikaans stemacteur. Hij is vooral bekend als de stem van Aang in de originele Engelstalige versie van de serie Avatar: De Legende van Aang. Hij deed de meeste stemopnames voor Avatar vanuit zijn woonplaats via de satelliet.

## Rollen
- Entropy (1999) - Lukas
- Little BIll (1999) - Andrew
- Kids Pick The President of Nickelodeon (reclame) – een kind (2002, 2003, 2008)
- Marci X (2003) as Boy
- The Backyardigans (2004–2005) - Pablo de Penguin
- Yu-Gi-Oh! GX (2005) – een student van de North Academy (afleveringen 24-26, seizoen 1)
- The Ant Bully (2006) - Lucas Nickle
- Avatar: De Legende van Aang (2005–2008) - Aang